# Alexander Soljenítsin
Alexander Issaiévich Soljenítsin (em russo: Александр Исаевич Солженицын; Kislovodsk, 11 de dezembro de 1918 – Moscovo, 3 de agosto de 2008) foi um escritor, dramaturgo e historiador russo. Preso político do regime comunista soviético, suas obras revelaram ao mundo as atrocidades cometidas nos gulags, campos de concentração com trabalhos forçados existente na antiga União Soviética. Pela sua obra "Arquipélago Gulag" Soljenítsin recebeu o prêmio Nobel de Literatura de 1970. E devido à censura e perseguição política sofrida na União Soviética pelo seu trabalho a respeito do esmagamento da liberdade individual pelo Estado omnipresente e totalitário, Soljenítsin foi expulso da União Soviética e teve sua nacionalidade cassada em 1974.

## Biografia

### Infância e juventude
Alexander Soljenítsin nasceu em Kislovodsk, pequena cidade do sul da Rússia, na região localizada entre o Mar Negro e o Mar Cáspio, filho póstumo de Isaac Soljenítsin, um oficial do exército czarista, e da sua jovem viúva, Taisia Soljenítsina. O seu avô materno havia superado as suas origens humildes e adquirido uma grande propriedade na região de Kuban, no sopé da grande cadeia de montanhas do Cáucaso. Durante a Primeira Guerra Mundial, Taisia fora estudar em Moscovo, onde conhecera o seu futuro marido. (Soljenítsin relataria vividamente a história de sua família em suas obras "Agosto de 1914" e "A Roda Vermelha".)
Em 1918 Taisia encontrou-se grávida, mas pouco depois receberia notícia da morte do seu marido num acidente de caça. Esse fato, o confisco da propriedade de seu avô pelas novas autoridades comunistas, e a Guerra Civil Russa disputada ao redor, levaram às circunstâncias bastante modestas da infância de Aleksander. Mais tarde ele diria que sua mãe lutava pela mera sobrevivência, e que os elos de seu pai com o antigo regime tinham que ser mantidos em segredo. O menino exibia conspícuas tendências literárias e científicas, que sua mãe incentivava como bem podia. Esta viria a falecer aos fins de 1939.
Soljenítsin estudou matemática na Universidade Estatal de Rostov, ao mesmo tempo cursando por correspondência o Instituto de Filosofia, Literatura e História de Moscovo. Durante a Segunda Guerra Mundial participou de acções importantes como comandante de uma companhia de artilharia do Exército Soviético, obtendo a patente de capitão e sendo condecorado em duas ocasiões.

### Segunda Guerra Mundial
Durante a Segunda Guerra Mundial Soljenítsin serviu como comandante no Exército Vermelho, estando envolvido em ação na Frente de batalha, e duas vezes condecorado. Uma série de textos publicados no final de sua vida, incluindo o inacabado romance Ama a Revolução! narra sua experiência de guerra e suas dúvidas crescentes sobre os fundamentos morais do regime soviético.

### Prisão e início da carreira literária
Algumas semanas antes do fim do conflito, já havendo alcançado território alemão na Prússia Oriental, foi preso por agentes da NKVD por fazer alusões críticas a Stalin em correspondência a um amigo. Ele foi acusado de propaganda anti-soviética sob o artigo 58 parágrafo 10 do Código Penal soviético, e de fundar uma organização hostil sob o parágrafo 11.
Foi condenado a oito anos num campo de trabalhos forçados, a serem seguidos por exílio interno em perpetuidade. Esta era a pena normal para a maioria dos crimes previstos no artigo 58 na época.
A primeira parte da pena de Soljenítsin foi cumprida em vários campos de trabalhos forçados; a "fase intermediária", como ele viria a referir-se a esta época, passou-a em uma sharashka, um instituto de pesquisas onde os cientistas e outros colaboradores eram prisioneiros. Dessas experiências surgiria o livro "O Primeiro Círculo", publicado no exterior em 1968. Em 1950 foi enviado a um "campo especial" para prisioneiros políticos em Ekibastuz, Cazaquistão onde trabalharia como pedreiro, mineiro e metalúrgico. Esta época inspiraria o livro Um Dia na Vida de Ivan Denisovich. Neste campo retiraram-lhe um tumor, mas seu cancro não chegou a ser diagnosticado.
A partir de março de 1953 iniciou a pena de exílio perpétuo em Kol-Terek no sul do Cazaquistão. O seu cancro, ainda não detectado, continuou a espalhar-se, e no fim do ano Soljenítsin encontrava-se próximo à morte. Porém, em 1954 finalmente recebeu tratamento adequado em Tashkent, Uzbequistão, e curou-se. Estes eventos formaram a base de Pavilhão de Cancerosos. Foi durante esta década de prisão e exílio que Soljenítsin abandonou o marxismo e desenvolveu as posições filosóficas e religiosas de sua vida posterior, gradualmente se tornando um cristão, como resultado de sua experiência na prisão e nos campos. Este por sua vez é semelhante ao que aconteceu a Fyodor Dostoyevsky durante seus anos na Sibéria e sua busca por fé.
Durante os seus anos de exílio, e após sua libertação e retorno à Rússia Europeia, Soljenítsin, enquanto leccionava em escolas secundárias durante o dia, passava as noites escrevendo em segredo. Mais tarde, na breve autobiografia que escreveria ao receber o Nobel de Literatura, relataria que "durante todos os anos até 1961, eu não estava apenas convencido que sequer uma linha por mim escrita jamais seria publicada durante a minha vida, mas também raramente ousava permitir que os meus íntimos lessem o que eu havia escrito por medo de que o facto se tornasse conhecido".
Publicou ainda nos EUA uma obra sobre um gigantesco tabu que é a proeminência dos judeus russos no Partido Comunista e na polícia secreta soviética, sendo tachado como antissemita e desmoralizado no seu exílio.

### Regresso à Rússia

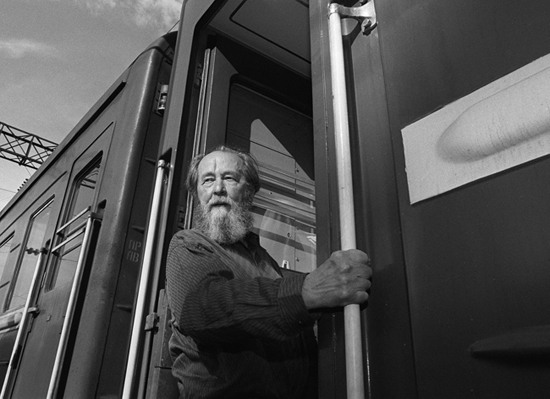
Soljenítsin em 1994, a bordo de um comboio, em Vladivostok. Após vinte anos de exílio, o escritor pode regressar à sua Rússia natal.

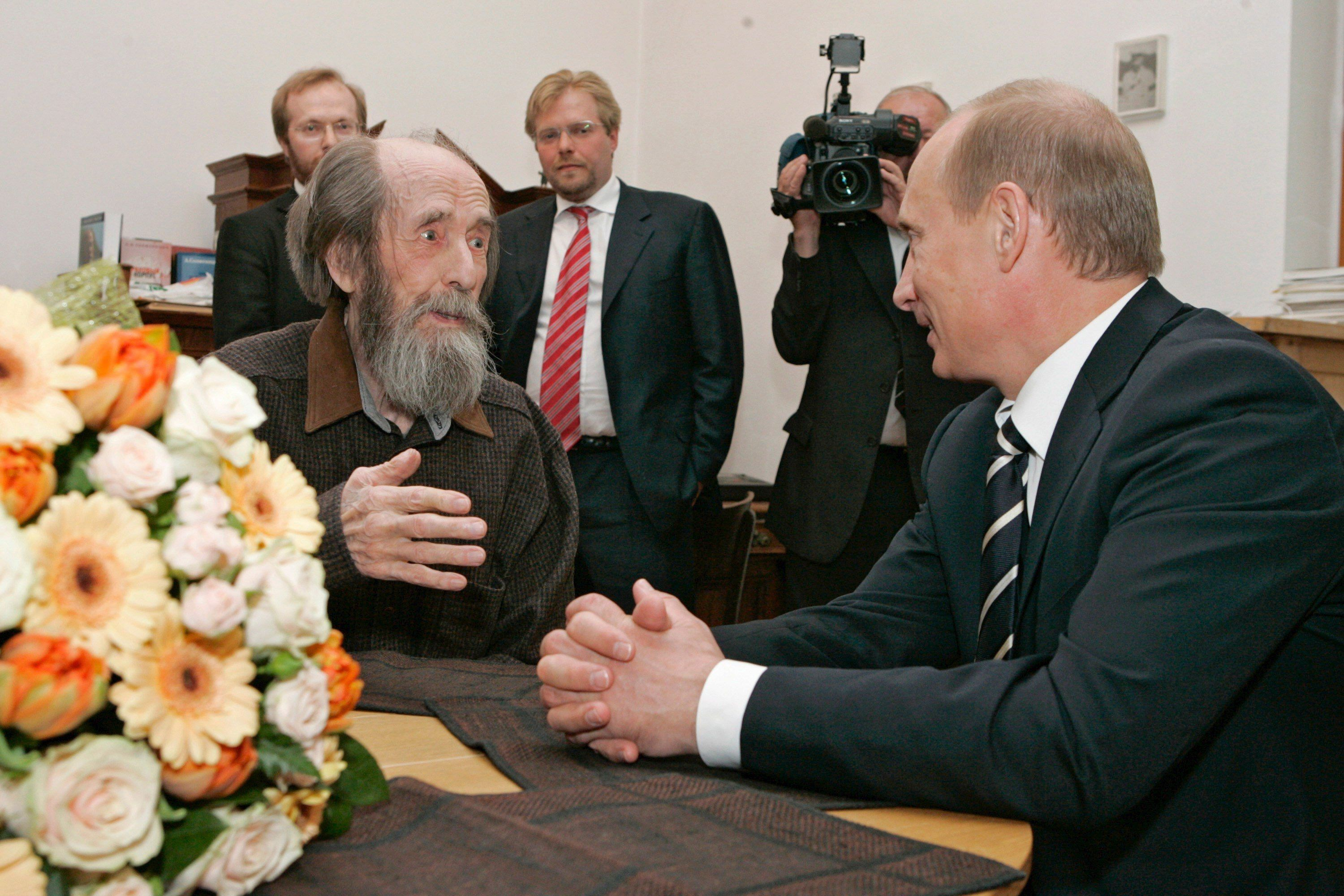
Soljenítsin com o presidente russo Vladimir Putin, em 2007.

Soljenítsin retornou à Rússia em 27 de maio de 1994, depois de vinte anos de exílio e morreu em Moscovo em 3 de agosto de 2008, segundo o seu filho, em consequência de uma insuficiência cardíaca aguda.
Está sepultado no Donskoi Monastery Cemetery, Moscou, na Rússia.

### A morte de Soljenítsin na imprensa

#### Em Portugal
O jornal Expresso publicou um artigo de opinião de José Cutileiro, onde este explica a sua visão sobre Soljenítsin. José Cutileiro defendeu que, Soljenítsin era na juventude um marxista-leninista convicto. Mas se mostrou nacionalista e monarquista, queria restaurar a Mãe Rússia em todo o seu esplendor mítico, considerava a democracia uma péssima forma de governo; admirava Franco e Pinochet e só em Putin julgou ter encontrado um chefe à altura para governar a Rússia.

## Pontos de vista sobre história e política

### Contra o Ateísmo
Sobre o ateísmo, durante seu discurso de recepção do Prêmio Templeton para o Progresso da Religião, em maio de 1983, Soljenítsin declarou: "Mais de meio século atrás, quando eu ainda era uma criança, lembro-me de ouvir um número de pessoas mais velhas oferecerem a seguinte explicação para os grandes desastres que se abateram sobre a Rússia: 'Os homens se esqueceram de Deus; é por isso que tudo isso aconteceu'. Desde então, tenho passado quase 50 anos estudando a história de nossa revolução. Durante esse processo, li centenas de livros, colecionei centenas de testemunhos pessoais e contribuí com oito volumes de minha própria lavra no esforço de transpor o entulho deixado por aquele levante. Mas se hoje me pedissem para formular da maneira mais concisa possível a causa principal da perniciosa revolução que deu cabo de mais de 60 milhões de compatriotas, não poderia fazê-lo de modo mais preciso do que repetir: 'Os homens se esqueceram de Deus; é por isso que tudo isso aconteceu'".

## Publicações
- Odin den' Ivana Denisovicha. Moscou: Sovetskii pisatel’. 1963
  - Odin den' Ivana Denisovicha. Matrenin dvor (edição autorizada e não expurgada — inclui “Matrenin dvor”). Paris: YMCA-Press. 1973
- Izbrannoe. Chicago: Russian Language Specialties. 1965
- Rakovyi korpus. Milão: Mondadori. 1968
  - Rakovyi korpus (edição ampliada). Frankfurt: Posev. 1968 (Cancer Ward)
- V kruge pervom. Nova York: Harper & Row. 1968 (The First Circle)
  - V kruge pervom (enlarged edition). Moscow: Khudozhestvannaia literatura. 1990. ISBN 5-280-01807-4
- Sobranie sochinenii (6 volumes). Frankfurt: Posev. 1970 [1969] (Collected Works)
- Avgust chetyrnadtsatogo. Paris: YMCA-Press. 1971 (Aug. 1914)
- Nobelevskaia lektsiia po literature 1970 goda. Paris: YMCA-Press. 1972
- Arkhipelag Gulag, 1918–1956: Opyt knudozhestvennego issledovaniia (3 volumes). Paris: YMCA-Press. 1973–1975
- Pis'mo vozhdiam Sovetskogo Soiuza. Paris: YMCA-Press. 1974
- Solzhenitsyn: A Pictorial Autobiography. Nova York: Noonday. 1974
- Prusskie nochi. Paris: YMCA-Press. 1974
- Lenin v Tsiurikhe. Paris: YMCA-Press. 1975
- Bodalsia telenok s dubom: Ocherki literaturnoi zhizni. Paris: YMCA-Press. 1975 (The Oak and the Calf, autobiografia)
  - Bodalsia telenok s dubom: Ocherki literaturnoi zhizni (edição ampliada — inclui "Nevidimki"). Moscou: Soglasie. 1996. ISBN 5-86884-039-9
- A World Split Apart (edição bilíngue). translated by Irina Alberti. Nova York: Harper & Row. 1978
- Sobranie sochinenii (20 volumes). Vermont & Paris: YMCA-Press. 1978–1991
- Rasskazy. Moscow: Sovremennik. 1989. ISBN 5-270-01089-5
- Kak nam obustroit' Rossiiu? Posil'nye soobrazheniia. Paris: YMCA-Press. 1990
- "Russkii vopros" k kontsu XX veka. Moscow: Golos. 1995. ISBN 5-7117-0218-1
- Po minute v den'. Moscow: Argumenty i fakty. 1995. ISBN 5-85272-019-4
- Publitsistika (3 volumes). Yaroslavl’: Verkhne-Volzhskoe knizhnoe izdatel’stvo. 1995–1997 ISBN 5-7415-0459-0, 5-7415-0462-0, 5-7415-0478-7.
- Na izlomakh: Malaia proza. Yaroslavl’: Verkhniaia Volga. 1998. ISBN 5-7415-0488-4
- Rossiia v obvale. Moscou: Russkii put’. 1998
- Proterevshi glaza. Moscow: Nash dom—L’Age d’Homme. 1999. ISBN 5-89136-013-6
- Dvesti let vmeste, 1795–1995 (volume 1). Moscou: Russkii put’. 2001 ISBN 5-85887-110-0, 5-85887-151-8.
- Armeiskie rasskazy. Moscow: Russkii put’. 2001. ISBN 5-85887-116-X
- Stolypin i Tsar'. Yekaterinburg: U-FAKTORIIA. 2001. ISBN 5-94176-124-4
- Lenin. Tsiurikh — Petrograd. Yekaterinburg: U-FAKTORIIA. 2001. ISBN 5-94176-125-2 (Lenin in Zurich - Petrograd)
- Nakonets-to revoliutsiia (2 volumes). Yekaterinburg: U-FAKTORIIA. 2001 ISBN 5-94176-126-0, 5-94176-127-9, 5-94176-128-7.
- Na vozvrate dykhania. Moscou: Vagrius. 2004. ISBN 5-475-00092-1

## Edições e coleções
- Arkhipelag GULag (3 volumes). Moscou: Sovetskii pisatel’. 1989. ISBN 5-265-01557-4
- Rakovyi korpus. Moscou: Khudozhestvennaia literatura. 1990. ISBN 5-280-01870-8
- V kruge pervom. Moscou: Khudozhestvennaia literatura. 1990. ISBN 5-280-01807-4
- Krasnoe koleso. Povestvovanie v otmerennykh srokakh (10 volumes). Moscou: Voenizdat. 1993–1997 ISBN 5203015767, 5203015775, 5203015783, 5-203-01579-1, 5203015805, 5203015813, 5203015821, 5-203-01583-X, 5-203-01584-8, 5-203-01585-6.
- Izbrannoe. Moscou: Molodaia gvardiia. 1993
- Sobranie sochinenii (9 volumes). Moscou: Terra. 1999–2000. ISBN 5-300-02753-7
- Na kraiakh. Moscou: Vagrius. 2000
- Kolokol Uglicha. Moscou: Vagrius. 2003
- Rakovyi korpus. Moscou: Vagrius. 2003
- V kruge pervom. Moscou: Vagrius. 2004
- Dorozhenka. Moscow: Vagrius. 2004
- Izbrannoe: Proza, literaturnaia kritika, publitsistika. Moscow: Zhizn I Mysl and Moskovskie Uchebniki. 2004. ISBN 5-8455-0059-1
- Voennoye. St. Petersburg: Amphora. 2005

## Edições em inglês

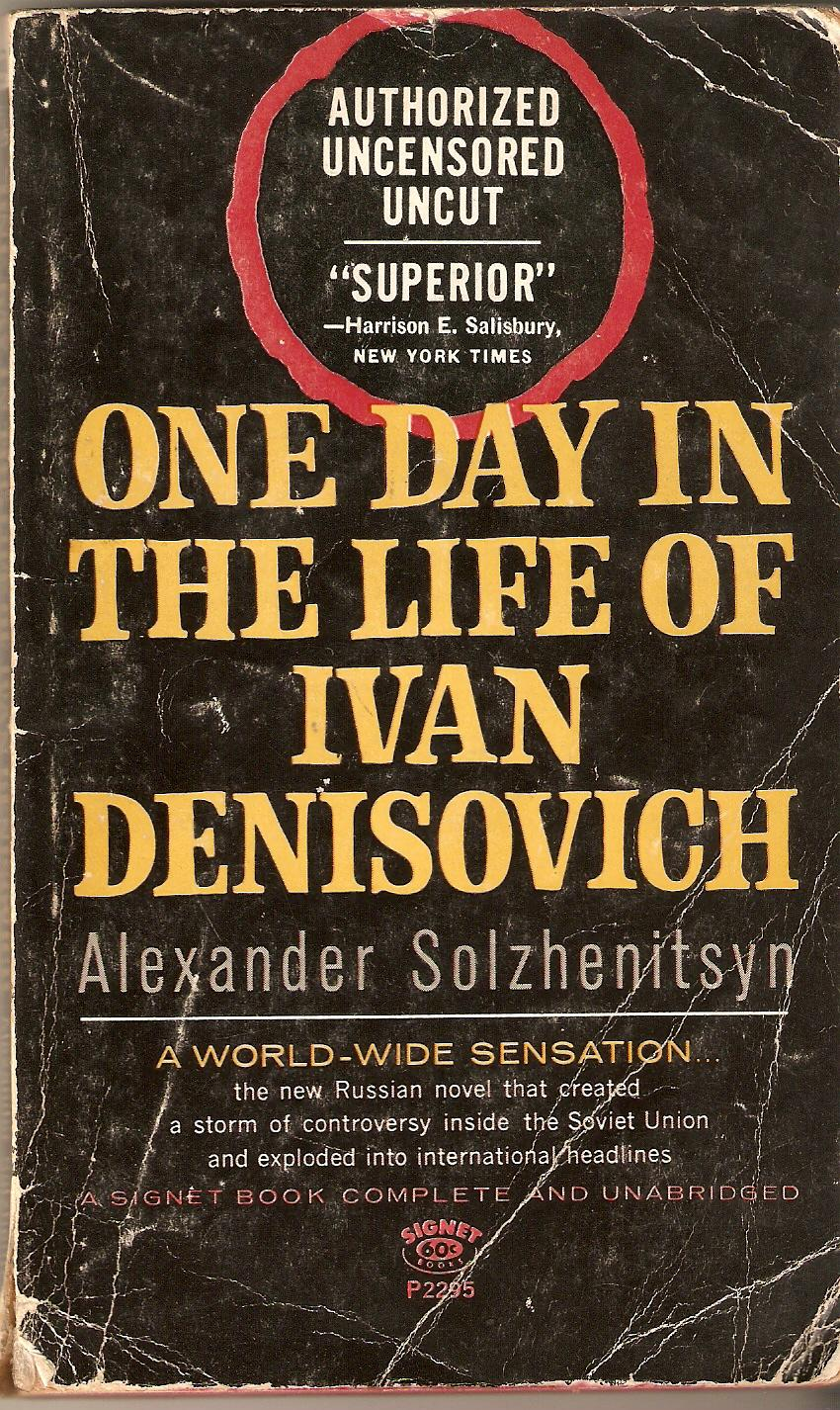

- One Day in the Life of Ivan Denisovich. tranduz. por Ralph Parker. Nova York: Dutton. 1963
  - One Day in the Life of Ivan Denisovich. traduzido por Ronald Hingley e Max Hayward. Nova York: Bantam. 1963
  - One Day in the Life of Ivan Denisovich (tradução autorizada). translated by H. T. Willetts. Nova York: Farrar, Straus & Giroux. 1991
- We Never Make Mistakes: Two Short Novels. translated by Paul W. Blackstock. Columbia: University of South Carolina Press. 1963 (contém An Incident at Krechetovka Station e Matryona's Place)
- The First Circle. traduzido por Michael Guybon. Londres: Collins-Harvill. 1968
  - The First Circle. traduzido por Thomas P. Whitney. Nova York: Harper & Row. 1968
- Cancer Ward. translated by Rebecca Frank. New York: Dial Press. 1968
  - Cancer Ward. traduzido por Nicholas Bethell e David Burg. Nova York: Farrar, Straus & Giroux. 1969
- Stories and Prose Poems. traduzido por Michael Glenny. Nova York: Farrar, Straus & Giroux. 1971
- The Nobel Lecture on Literature. traduzido por Whitney. Nova York: Harper & Row. 1972
  - Nobel Lecture (bilíngue). traduzido por F. D. Reeve. Nova York: Farrar, Straus & Giroux. 1972
- Candle in the Wind. traduzido por Keith Armes com Arthur G. Hudgins. Minneapolis: University of Minnesota Press. 1973
- Letter to the Soviet Leaders. traduzido por Hilary Sternberg. Nova York: Index on Censorship in association with Harper & Row. 1974
- The Gulag Archipelago, 1918–1956: An Experiment in Literary Investigation (3 volumes). traduzido por Thomas P. Whitney e H. T. Willetts. Londres: Collins-Harvill. 1974–1978
- 1914. traduzido por Michael Glenny. Nova York: Farrar, Straus & Giroux. 1972
  - August 1914. translated by H.T. Willetts. New York: Farrar, Straus & Giroux. 1989
- Warning to the West. translated by Harris L. Coulter and Nataly Martin. New York: Farrar, Straus & Giroux. 1976
- Lenin in Zurich. traduzido por H.T. Willetts. Nova York: Farrar, Straus & Giroux. 1976
- Prussian Nights. traduzido por Robert Conquest. Nova York: Farrar, Straus & Giroux. 1977
- East & West: The Nobel Lecture on Literature, A World Split Apart, Letter to Soviet Leaders, and an Interview with Aleksandr Solzhenitsyn by Janis Sapiets. traduzido por Alexis Klimoff, Irina Alberti, e Hilary Sternberg. Nova York: Harper & Row. 1980
- The Oak and the Calf: Sketches of Literary Life in the Soviet Union. traduzido por H.T. Willetts. Nova York: Harper & Row. 1980
- The Mortal Danger: How Misconceptions About Russia Imperil America. traduzido por Michael Nicholson e Alexis Klimoff. Nova York: Harper & Row. 1981
- Edward E. Ericson Jr., ed. (1985). The Gulag Archipelago, 1918-1956 [authorized abridgment]. traduzido por Whitney e H. T. Willetts. Nova York: Harper & Row
- Three Plays: Victory Celebrations, Prisoners, The Love-Girl and the Innocent. translated by Bethell, Burg, Hele Rapp, and Nancy Thomas. New York: Farrar, Straus & Giroux. 1986
- Rebuilding Russia: Reflections and Tentative Proposals. traduzido por Alexis Klimoff. Nova York: Farrar, Straus & Giroux. 1991
- Invisible Allies. translated by Klimoff and Nicholson. Washington, D.C.: Counterpoint. 1995
- The Russian Question at the End of the Twentieth Century (includes “Address to the International Academy of Philosophy”). traduzido por Yermolai Aleksandrovich Solzhenitsyn. Nova York: Farrar, Straus & Giroux. 1995
- 1916. traduzido por  Willetts. Nova York: Farrar, Straus & Giroux. 1999
- Russia in Collapse. traduzido por Olga Cooke. [S.l.]: Intercollegiate Studies Institute. 2006
- Apricot Jam: And Other Stories. traduzido por Kenneth Lantz e Stephan Solzhenitsyn. [S.l.]: Counterpoint. 2011
- The Red Wheel. Node Three. Book 1. March 1917. translated by Marian Schwartz. [S.l.]: University of Notre Dame Press, Indiana. 2017. ISBN 978-0268102654

## Publicações periódicas
- «Golyi god Borisa Pil'niaka». Novyi Mir (Jan.): 195–203. 1997
- «Smert' Vazir-Mukhtara Iuriia Tynianova». Novyi Mir (Abr.): 191–199. 1997
- «Peterburg Andreia Belogo». Novyi Mir (Jul.): 191–196. 1997
- «Iz Evgeniia Zamiatina». Novyi Mir (Out.): 186–201. 1997
- «Priemy epopei». Novyi Mir (Jan.): 172–190. 1998
- «Chetyre sovremennykh poeta». Novyi Mir (Abr.): 184–195. 1998
- «Ivan Shmelev i ego Solntse mertvykh». Novyi Mir (Jul.): 184–193. 1998
- «Ugodilo zernyshko promezh dvukh zhernovov: Ocherki izgnaniia». Novyi Mir (9): 47–125. 1998
  - «Ugodilo zernyshko promezh dvukh zhernovov: Ocherki izgnaniia». Novyi Mir (11): 93–153. 1998
  - «Ugodilo zernyshko promezh dvukh zhernovov: Ocherki izgnaniia». Novyi Mir (2): 67–140. 1999
  - «Ugodilo zernyshko promezh dvukh zhernovov: Ocherki izgnaniia». Novyi Mir (9): 112–183. 2000
  - «Ugodilo zernyshko promezh dvukh zhernovov: Ocherki izgnaniia». Novyi Mir (12): 97–156. 2000
  - «Ugodilo zernyshko promezh dvukh zhernovov: Ocherki izgnaniia». Novyi Mir (4): 80–141. 2001
  - «Ugodilo zernyshko promezh dvukh zhernovov: Ocherki izgnaniia». Novyi Mir (11): 31–97. 2003
- «Okunaias' v Chekhova». Novyi Mir (Out.): 161–182. 1998
- «Feliks Svetov — Otverzi mi dveri». Novyi Mir (Jan.): 166–173. 1999
- «Panteleimon Romanov — rasskazy sovetskikh let». Novyi Mir (Jul.): 197–204. 1999
- «Aleksandr Malyshkin». Novyi Mir (Out.): 180–192. 1999
- «Iosif Brodskii — izbrannye stikhi». Novyi Mir (Dez.): 180–193. 1999
- «Evgenii Nosov». Novyi Mir (Jul.): 195–199. 2000
- «Dvoen'e Iuriia Nagibina». Novyi Mir (4): 164–171. 2003
- «David Samoilov». Novyi Mir (6): 171–178. 2003
- «Dilogiia Vasiliia Grossmana». Novyi Mir (8): 154–169. 2003
- «Leonid Leonov—'Vor.'». Novyi Mir (10): 165–171. 2003
- «Vasilii Belov». Novyi Mir (12): 154–169. 2003
- «Georgii Vladimov—'General i ego armiia'». Novyi Mir (2): 144–151. 2004

## Outras obras
- Aleksandr Solzhenitsyn, ed. (1974). Iz-pod glyb. Paris: YMCA

Translation: Michael Scammell, ed. (1975). From Under the Rubble. Boston: Little, Brown
- Russkiy slovar yazykovogo rasshireniya. compilado por Aleksandr Solzhenitsyn. Moscou: Nauka. 1990. ISBN 5-02-011076-0
- The Smatterers, um ensaio de 1974